# Prost JS45
A Prost JS45 egy Formula–1-es versenyautó, amelyet a Ligier tervezett és a Prost Grand Prix csapat versenyeztetett az 1997-es Formula–1 világbajnokság során. Pilótái Nakano Sindzsi és Olivier Panis voltak, valamint az utóbbit néhány verseny erejéig helyettesítő Jarno Trulli.

## Áttekintés
1997 februárjában Alain Prost a nevére vette a Ligier csapatot, amely 1976 óta volt a sportágban. Mivel az autót még korábban tervezték, ezért a korábbi típusmegjelölést, a JS-t kapta meg. Ugyanúgy megtartották a Mugen-Honda erőforrásokat is ebben az idényben, viszont a gumikat Bridgestone-ra cserélték. Megtartották első számú pilótaként Panis-t, a motorszállító nyomására második pilótának Nakanót szerződtették. Megtartották a korábbi festést is, a Gauloises cigarettamárka feliratait azokon a pályákon, ahol tiltották a dohányreklámokat, levették.
A szezon első versenyein az autó nagyon ígéretesen teljesített. A korábbi évek problémáin sikerült úrrá lenni, Panis pedig rögtön egy ötödik hellyel nyitott Ausztráliában, Brazíliában pedig a dobogóra is felállhatott. Ezután Monacóban negyedik lett, Spanyolországban pedig második. Ezzel a teljesítménnyel Panis harmadik volt ekkor a világbajnoki tabellán, az éllovas Jacques Villeneuve pedig őt nevezte meg, mint a rá nézve legveszélyesebb riválisát.
Kanadában aztán, valószínűleg a felfüggesztés meghibásodása vagy egy defekt miatt, Panis a betonfalnak csapódott, és a baleset következtében mindkét lába eltörött. Ezzel gyakorlatilag véget is ért számára a világbajnoki címért való küzdelem. A helyére a Minardi csapattól leigazolták Jarno Trullit, aki szintén nagy kedvvel versenyzett, és a hét futam alatt egy negyedik helyet is szerzett. Az osztrák nagydíjon ugyan kiesett, de a verseny első harmadát vezette, és harmadiknak is kvalifikált, ami elég jó teljesítmény volt ahhoz, hogy Prost szerződést ajánljon neki a következő évre. Panis a luxemburgi nagydíjon tért vissza az utolsó három versenyre, és azokon még egy pontot gyűjtött.
Hozzájuk képest gyengébben teljesített a tapasztalatlan Nakano, aki kétszer tudott pontot szerezni: egyszer Kanadában, egyszer a magyar nagydíjon. Tőle megváltak az idény végén Trulli érkezése és a Mugen-Honda motoroktól való megválás miatt.
Panis az idény végén tizedik lett, Trulli tizenötödik, Nakano tizennyolcadik, a Prost csapat pedig hatodik.

## Eredmények
| Év   | Csapat                  | Motoir              | Gumik | Pilóták        | 1   | 2   | 3   | 4   | 5   | 6   | 7   | 8   | 9   | 10  | 11  | 12  | 13  | 14  | 15  | 16  | 17  | Pontok | Helyezés |
| ---- | ----------------------- | ------------------- | ----- | -------------- | --- | --- | --- | --- | --- | --- | --- | --- | --- | --- | --- | --- | --- | --- | --- | --- | --- | ------ | -------- |
| 1997 | Prost Gauloises Blondes | Mugen Honda MF301HB | B     |                | AUS | BRA | ARG | SMR | MON | ESP | CAN | FRA | GBR | GER | HUN | BEL | ITA | AUT | LUX | JPN | EUR | 21     | 6.       |
| 1997 | Prost Gauloises Blondes | Mugen Honda MF301HB | B     | Olivier Panis  | 5   | 3   | KI  | 8   | 4   | 2   | 11  |     |     |     |     |     |     |     | 6   | KI  | 7   | 21     | 6.       |
| 1997 | Prost Gauloises Blondes | Mugen Honda MF301HB | B     | Jarno Trulli   |     |     |     |     |     |     |     | 10  | 8   | 4   | 7   | 15  | 10  | KI  |     |     |     | 21     | 6.       |
| 1997 | Prost Gauloises Blondes | Mugen Honda MF301HB | B     | Nakano Sindzsi | 7   | 14  | KI  | KI  | KI  | KI  | 6   | KI  | 11  | 7   | 6   | KI  | 11  | KI  | KI  | KI  | 10  | 21     | 6.       |

† - nem fejezte be a futamot, de rangsorolták, mert teljesítette a versenytáv 90 százalékát